# Ляоюань
Ляоюань (кит. упр. 辽源, пиньинь Liáoyuán) — городской округ в провинции Гирин КНР. Название означает «исток Ляо», и связано с тем, что на территории городского округа находится исток реки Дунляохэ («восточная река Ляо»).

## История
При империи Цин это были места для императорской облавной охоты, и селиться здесь запрещалось. В 1878 году мукденский цзянцзюнь предоставил ко двору прошение о снятии запрета, и в 1896 году запрет был снят. В 1902 году здесь было официально создано два уезда: в западной части — уезд Сиань (西安县, «Западное спокойствие»), в восточной — уезд Дунпин (东平县, «Восточный мир»). Оба уезда были подчинены Хайлунской управе (海龙府) провинции Фэнтянь. В 1903 году был построен административный центр уезда Дунпин, в 1904 — административный центр уезда Сиань. В марте 1912 года уезд Дунпин был переименован в уезд Дунфэн. В 1926 году уезды Сиань и Дунфэн были повышены из уездов 3-го разряда в уезды 2-го разряда.
После образования марионеточного государства Маньчжоу-го в нём довольно часто происходили изменения административно-территориального деления, и в 1941 году уезды Сиань и Дунфэн попали в состав новосозданной провинции Сыпин. По окончании Второй мировой войны было формально восстановлено старое административно-территориальное деление Китайской республики.
В 1945 году уезд Сиань, чтобы избежать путаницы с уездом Сиань в провинции Шэньси, был переименован в уезд Бэйфэн (北丰县), но вскоре ему вернули прежнее название. С ноября 1945 года уезды Сиань и Дунфэн попали в состав новосозданной провинции Ляобэй.
1 октября 1948 года административный центр уезда Сиань был преобразован в город Сиань (西安市), который с мая 1949 года попал в состав новосозданной провинции Ляодун, а с июля стал городом провинциального подчинения (при этом в нём по-прежнему находилось и правительство уезда Сиань).
3 апреля 1952 года, чтобы избежать путаницы с городом Сиань в провинции Шэньси, Сиань был переименован в Ляоюань. В 1954 году город Ляоюань, уезд Сиань и уезд Дунфэн были включены в состав специального района Тунхуа провинции Гирин, где Ляоюань стал городом провинциального подчинения. 1 августа 1956 года уезд Сиань был переименован в уезд Дунляо. В 1958 году Ляоюань, Дунфэн и Дунляо были переведены в состав специального района Сыпин.
23 марта 1959 года уезд Дунляо был расформирован и преобразован в район города Ляоюань, но 28 мая 1962 года был восстановлен; 14 мая 1969 года уезд Дунляо опять был превращён в район города, а 22 января 1976 года опять восстановлен в качестве уезда. 29 января 1980 года уезд Дунляо был расформирован в третий раз, и его территория опять была включена в состав города Ляоюань.
3 октября 1983 года город Ляоюань был преобразован в городской округ Ляоюань, состоящий из районов Луншань и Сиань, и уездов Дунляо (появившегося вновь) и Дунфэн.

## Экономика
Долгое время основу местной экономики составляла добыча угля, однако с 1997 года, после истощения угольных запасов, началась переориентация экономики на развитие лёгкой промышленности.

## Административно-территориальное деление
Городской округ Ляоюань делится на 2 района и 2 уезда:
| Карта | Карта  | Карта    | Карта     | Карта         | Карта                  | Карта         | Карта                      |
| ----- | ------ | -------- | --------- | ------------- | ---------------------- | ------------- | -------------------------- |
|       |        |          |           |               |                        |               |                            |
| #     | Статус | Название | Иероглифы | Пиньинь       | Население (2010 прим.) | Площадь (км²) | Плотность населения (/км²) |
| 1     | Район  | Луншань  | 龙山区    | Lóngshān qū   | 283 045                | 257           | 1089                       |
| 2     | Район  | Сиань    | 西安区    | Xī'ān qū      | 179 188                | 172           | 988                        |
| 3     | Уезд   | Дунфэн   | 东丰县    | Dōngfēng xiàn | 408 679                | 2522          | 163                        |
| 4     | Уезд   | Дунляо   | 东辽县    | Dōngliáo xiàn | 396 121                | 2174          | 179                        |

## Города-побратимы
Ляоюань является городом-побратимом следующих городов:
- Череповец, Россия